# Muzio Pansa
Muzio Pansa, ou Mutio Pansa, né le 2 avril 1565 à Penne et mort le 29 juillet 1628 dans la même ville, est un philosophe, poète et bibliographe italien.

## Biographie
Muzio Pansa naquit vers 1560, à Penne, dans l’Abruzze ultérieure. Après avoir achevé ses études, il vint à Rome, où il vécut plusieurs années dans la société des savants. Il eut en 1588 l’honneur d’offrir au pape Sixte V un volume de vers qu’il avait composés à la louange de ce pontife. C’est à la même époque qu’il fut admis à l’académie des Aggirati, sous le nom de Costante. Ayant embrassé la profession de médecin, il s’établit à Chieti et partagea dès lors son temps entre les devoirs de son état et la culture des lettres. Il devait être à Rome en 1622, puisqu’il y fit imprimer cette année des Hymnes pour la canonisation de St-Ignace de Loyola, de St-François Xavier, de St-Philippe Néri et de Ste-Thérèse d'Avila. Il est assez probable que son zèle et ses talents finirent par le faire employer par la cour pontificale et qu’il mourut à Rome ; mais à cet égard on est réduit à des conjectures.

## Œuvres
L’article de Niccolò Toppi sur Pansa dans la Biblioteca napoletana, quoique assez long, ne contient aucun des renseignements qu’on désirerait y trouver. Ce biographe s’est trompé, même dans l’indication des ouvrages de Pansa, mais il s’est en partie rectifié dans les Additions, p. 365, et Leonardo Nicodemo, son continuateur, a corrigé les erreurs qu’il avait laissées subsister. On se contentera de citer ici les principaux ouvrages de cet écrivain :
- Della libreria vaticana, ragionamenti diversi, Rome, 1590, in-4°. Ce volume, rare sans être recherché des amateurs, est rempli de digressions assez curieuses, mais déplacées, et qui ont fait perdre de vue à l’auteur le sujet qu’il se proposait de traiter. Il est divisé en quatre parties. Dans la première, après avoir parlé de l’invention des lettres, des progrès de l’imprimerie, Pansa vient enfin à la Bibliothèque apostolique vaticane ; mais, à l’occasion des peintures dont elle est ornée, il décrit longuement les travaux que Sixte V avait entrepris pour les embellissements de Rome. La seconde partie renferme l’histoire des principaux conciles, depuis celui de Nicée jusqu’à celui de Trente ; la troisième, une notice des bibliothèques les plus célèbres des anciens, parmi lesquelles on est assez surpris de voir celle qui fut fondée à Rome par St-Pierre, et enfin la quatrième, des recherches sur les divers personnages qui sont en possession de l’honneur d’avoir inventé les lettres et les différents caractères dont Pansa donna, autant qu’il le put, les divers alphabets. On voit par cette courte analyse que l’auteur ne manquait pas d’instruction ; mais il donne de fréquentes preuves de son défaut de goût et de critique.
- Rime, Chieti, 1596, in-8° ;
- De osculo seu consensu ethnicæ et christianæ theologicæ philosophiæ, ibid., 1604, in-4° ; Marbourg ,1603 ou 1605, in-8°. Cette seconde édition est la meilleure. L’auteur se proposait de montrer dans cet ouvrage que les principes des anciens philosophes s’accordent toujours avec ceux du christianisme ; mais Morhof (Polyhist. litter.) et Brucker (Hist. crit. philosoph.) ne trouvent pas qu’il ait atteint son but.